# Star Channel (Grecia)
Star Channel (o semplicemente STAR) è un canale televisivo greco appartenente al gruppo Nea Tileorasi. Le sue trasmissioni cominciarono nel dicembre del 1993, e il suo palinsesto prevede la messa in onda di serie TV americane e cartoni animati.
Il logo di Star Channel è una fila di sei forme romboidali (arancio, rosso, magenta, blu, verde e giallo) che fanno parte di una stella stilizzata. La parola STAR è talvolta posta nella parte inferiore del logo.
Star Channel è noto soprattutto in Grecia per il suo stile unico di programmazione, sia in termini di spettacoli dal vivo e sia in contenuti di notizie, con maggiore attenzione sullo spettacolo e sulle notizie di moda e dietro presentazione comica e innovativa, differenti dal formato tradizionale seguito da altri canali. Tutto ciò ha portato alla grande popolarità del canale, soprattutto tra i giovani tra i quali ha sempre conquistato grandi consensi, ed ha contribuito ad essere l'unica rete televisiva greca redditizia per quasi un decennio.
L'area dedicata all'intrattenimento con serie animate (tutte le mattine) è chiamata Starland.
Nel 2010 a Star Channel è stata negata la messa in onda dell'Eurovision Song Contest dalle forze dell'ordine dopo l'accusa di aver trasmesso illegalmente filmati delle prove generali delle esibizioni dei concorrenti.

## Storia
Star Channel fu lanciato nel dicembre del 1993 per competere con i canali Mega Channel, ANT1, Alpha TV e ERT.